# Aphanopetalaceae
Aphanopetalaceae Doweld é uma família de plantas angiospérmicas (plantas com flor - divisão Magnoliophyta), pertencente à ordem Saxifragales.
A ordem à qual pertence esta família está por sua vez incluida na classe Magnoliopsida (Dicotiledóneas): desenvolvem portanto embriões com dois ou mais cotilédones.
O grupo tem apenas três espécies, classificadas no género Aphanopetalum Endl., que são arbustos nativos da Austrália.:
- Aphanopetalum clematideum
- Aphanopetalum occidentale
- Aphanopetalum resinosum